# دیو پاور (ورزشکار)
دیو پاور (انگلیسی: Dave Power; ۱۴ ژوئیهٔ ۱۹۲۸ – ۱ فوریهٔ ۲۰۱۴) ورزشکار دو و میدانی اهل استرالیا بود.
از فیلم‌ها یا برنامه‌های تلویزیونی که وی در آن نقش داشته‌است می‌توان به آخرالزمان، یو-۵۷۱ اشاره کرد.
وی در مسابقات کشوری و بین‌المللی در مجموع برندهٔ ۱ مدال برنز شده‌است.